# Sostrata bifasciata
Sophista bifasciata is een vlinder uit de familie van de dikkopjes (Hesperiidae). De wetenschappelijke naam van de soort is voor het eerst gepubliceerd in 1829 door Édouard Ménétries.
De soort komt voor in Costa-Rica, Panama, Colombia en Brazilië.